# Ma plus belle histoire d'amour, c'est toi
Ma plus belle histoire d'amour, c'est toi, paru sous le titre original The Way We Weren't, est le vingtième épisode de la saison 15 des Simpson diffusé à la télévision.

## Synopsis
Homer raconte à Marge, Lisa et Bart son premier baiser en colonie de vacances. Contraint à faire la plonge dans le camp des filles, il fait la connaissance de Marge, qui avait oublié son appareil dentaire. Marge raconte à son tour son arrivée au camp où elle avait été envoyée pour apprendre les bonnes manières. Elle y rencontre Homer qui s'est donné un faux nom, Elvis Jagger Abdul-Jaabar. En se préparant pour le rendez-vous, Marge se brûle les cheveux et arrive teinte en brune, Homer ne la reconnaît pas. Cela se passe bien et Marge se voit offrir un caillou en forme de cœur ; un nouveau rendez-vous est fixé pour le lendemain. Mais Homer est enrôlé dans un camp pour obèses et manque le rendez-vous. Il arrive trop tard, Marge, désespérée, est partie et a cassé le caillou. On apprend finalement que chacun avait conservé sa moitié du caillou et que leur amour était sincère.

## Références culturelles

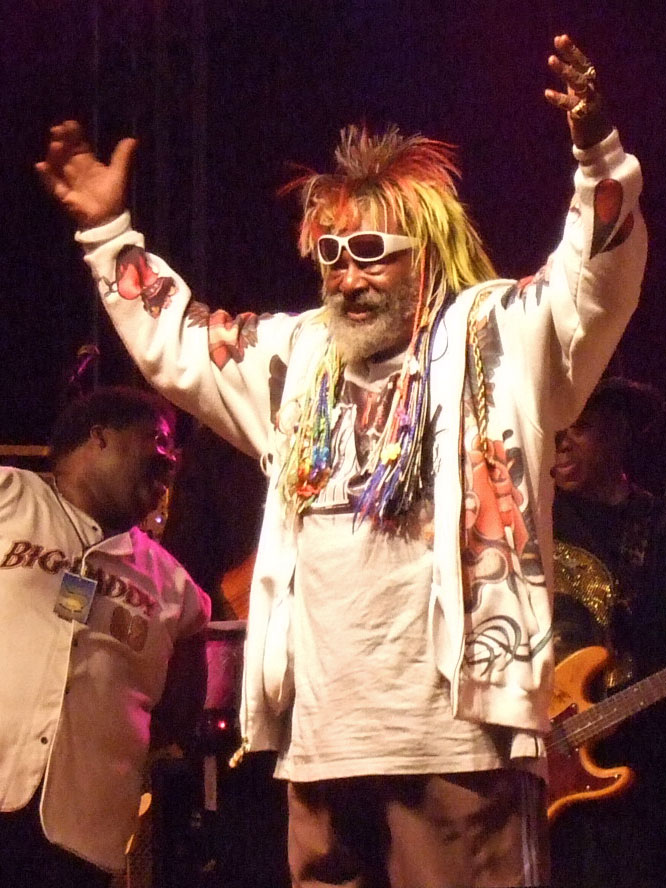
George Clinton, un des pères de la musique funk.